# Temporada 1958 del Campeonato del Mundo de Motociclismo
La temporada de 1958 del Campeonato del Mundo de Motociclismo fue la 10.º edición del Campeonato Mundial de Motociclismo.
La temporada consistió en siete pruebas en cinco cilindradas: 500cc, 350cc, 250cc, 125cc y Sidecars. Comenzó el 6 de junio en el TT Isla de Man y finalizó el 14 de septiembre en el Gran Premio de las Naciones.

## Resumen
No se introdujeron cambios con respecto a los puntos asignados en los GP individuales, sin embargo, la regulación de los rechazos para la clasificación final cambió: la mitad más uno de los resultados obtenidos con el redondeo se consideraron válidos en el caso de un número impar de carreras; el número mínimo de resultados también se estableció en 3.
Con la retirada de Gilera, Moto Guzzi y Mondial, así como el pobre desarrollo de los modelos de fabricantes británicos, MV Agusta era libre de dominar a todas las categorías encontrando poca resistencia en 350 y 500, clases en las que John Surtees fácilmente lograron ganar el título.

## Calendario y resultados
| Ronda | Fecha            | Gran Premio                     | Circuito                 | Ganador 125cc    | Ganador 250cc     | Ganador 350cc | Ganador 500cc |          |
| ----- | ---------------- | ------------------------------- | ------------------------ | ---------------- | ----------------- | ------------- | ------------- | -------- |
| 1     | 6 de junio       | TT Isla de Man                  | Snaefell Mountain        | Carlo Ubbiali    | Tarquinio Provini | John Surtees  | John Surtees  | Artículo |
| 2     | 28 de junio      | Gran Premio de los Países Bajos | TT Circuit Assen         | Carlo Ubbiali    | Tarquinio Provini | John Surtees  | John Surtees  | Artículo |
| 3     | 6 de julio       | Gran Premio de Bélgica          | Spa-Francorchamps        | Alberto Gandossi |                   | John Surtees  | John Surtees  | Artículo |
| 4     | 20 de julio      | Gran Premio de Alemania         | Nürburgring Nordschleife | Carlo Ubbiali    | Tarquinio Provini | John Surtees  | John Surtees  | Artículo |
| 5     | 27 de julio      | Gran Premio de Suecia           | Hedemora Circuit         | Alberto Gandossi | Horst Fügner      | Geoff Duke    | Geoff Duke    | Artículo |
| 6     | 9 de agosto      | Gran Premio del Úlster          | Dundrod Circuit          | Carlo Ubbiali    | Tarquinio Provini | John Surtees  | John Surtees  | Artículo |
| 7     | 14 de septiembre | Gran Premio de las Naciones     | Monza                    | Bruno Spaggiari  | Emilio Mendogni   | John Surtees  | John Surtees  | Artículo |

## Resultados

### 500cc[2]
Entre las marcas, se produjo la retirada de AJS que, junto a la también retirada de una gran parte de los equipos oficiales italianos, provocó que el número de participantes en los diversos grandes premios se redujo considerablemente. De hecho, muchos pilotos que participaron de forma continua en el campeonato mundial, se limitaron a competir solo en el Gran Premio de su nación.
John Surtees obtuvo la victoria y la vuelta más rápida en todas las pruebas en las que tomó la salida y conquistó matemáticamente el título mundial varias carreras antes del final de la temporada, seguido de su compañero en la clasificación de equipo John Hartle. En el transcurdo de una carrera fuera de calendario también se tuvo que lamentar el fallecimiento de Keith Campbell, que pilotaba una Norton después del retiro de Moto Guzzi y estaba demostrando ser uno de los mejores pilotos privados de la general y ya había obtenido 3 podios en las primeras carreras del año.
| Pos. | Piloto                   | Moto               | MAN | HOL | BEL | GER | SWE | ULS | NAC | Pts.    |
| ---- | ------------------------ | ------------------ | --- | --- | --- | --- | --- | --- | --- | ------- |
| 1    | John Surtees             | MV Agusta          | 1   | 1   | 1   | 1   |     | 1   | 1   | 32 (48) |
| 2    | John Hartle              | MV Agusta          | Ret | 2   | 3   | 2   |     | 3   | Ret | 20      |
| 3    | Geoff Duke               | BMW / Norton       | Ret | Ret | 4   | Ret | 1   | 5   | 7   | 13      |
| 4    | Dickie Dale              | BMW                | 10  | 5   | 5   | 5   | 2   | 6   | 4   | 13 (16) |
| 5    | Derek Minter             | Norton             | 4   | 3   | Ret |     |     | 4   |     | 10      |
| 6    | Gary Hocking             | Norton             |     | 6   |     | 3   | 4   |     |     | 8       |
| 7    | Ernst Hiller             | BMW                |     | 4   | Ret | 4   | 5   | Ret | 10  | 8       |
| 8    | Bob Anderson             | Norton             | 2   | Ret | 6   | Ret | Ret | Ret | Ret | 7       |
| 9    | Keith Campbell           | Norton             | Ret | Ret | 2   |     |     |     |     | 6       |
| 10   | Bob McIntyre             | Norton             | Ret |     |     |     |     | 2   |     | 6       |
| 11   | Remo Venturi             | MV Agusta          |     |     |     |     |     |     | 2   | 6       |
| 12   | Bob Brown                | Norton / BMW       | 3   | 10  | 16  | 6   | 6   | 7   | Ret | 6       |
| 13   | Terry Shepherd           | Norton             | Ret | Ret |     |     | 3   | Ret |     | 4       |
| 14   | Umberto Masetti          | MV Agusta          |     |     |     |     |     |     | 3   | 4       |
| 15   | Dave Chadwick            | Norton             | 5   | Ret | Ret | Ret |     |     | 6   | 3       |
| 16   | Carlo Bandirola          | MV Agusta          |     |     |     |     |     |     | 5   | 2       |
| 17   | John Anderson            | Norton / Matchless | 6   |     | 12  |     |     |     |     | 1       |
| 18   | Noel McCutcheon          | Norton             | 16  | 7   | 10  |     |     |     |     | 0       |
| 19   | Alois Huber              | BMW                |     |     |     | 7   |     |     | 11  | 0       |
| 20   | George Catlin            | Norton             | 7   | Ret | 13  |     |     |     |     | 0       |
| 21   | Alan Trow                | Norton             | Ret | Ret | 7   | Ret | Ret |     |     | 0       |
| 22   | Paddy Driver             | Norton             | Ret | Ret |     |     | 7   |     |     | 0       |
| 23   | Tom Phillis              | Norton             | 18  | 9   |     |     | 8   |     |     | 0       |
| 24   | Ewan Haldane             | Norton             | 8   |     |     |     |     | 9   |     | 0       |
| 25   | John Hempleman           | Norton             | 15  | 8   | 11  |     | Ret | Ret |     | 0       |
| 26   | Jack Brett               | Norton             | Ret | 12  | 8   | Ret |     |     |     | 0       |
| 27   | Ralph Rensen             | Norton             | 12  |     |     |     |     | 8   |     | 0       |
| 28   | Giuseppe Cantoni         | MV Agusta          |     |     |     |     |     |     | 8   | 0       |
| =    | Karl Peters              | Norton             |     |     |     | 8   |     |     |     | 0       |
| 30   | Gerold Klinger           | BMW                |     |     |     | 9   |     |     | 9   | 0       |
| 31   | Jim Redman               | Norton             | 19  | Ret |     |     | 9   |     |     | 0       |
| 32   | Geoffrey Tanner          | Norton             | Ret | Ret | 9   |     |     | Ret |     | 0       |
| 33   | Peter Pawson             | Norton             | 9   | Ret |     |     |     |     |     | 0       |
| 34   | Jack Wood                | Matchless          | 22  |     |     |     |     | 10  |     | 0       |
| 35   | Mike O'Rourke            | Norton             | Ret | Ret |     |     | 10  |     |     | 0       |
| 36   | Hans-Günter Jäger        | BMW                |     |     |     | 10  |     |     |     | 0       |
| 37   | Jack Ahearn              | Matchless          | 29  | 11  |     |     | 13  | 13  |     | 0       |
| 38   | Don Chapman              | Norton             | Ret |     |     |     |     | 11  |     | 0       |
| =    | Eric Hinton              | Norton             | 11  | Ret |     |     |     |     |     | 0       |
| 40   | Rudolf Gläser            | Norton             |     |     |     | 11  |     |     |     | 0       |
| =    | Kurt Johannson           | Norton             |     |     |     |     | 11  |     |     | 0       |
| 42   | Bob Ferguson             | Norton             | 31  |     |     |     |     | 12  |     | 0       |
| 43   | Stig Andersson           | Norton             |     |     |     |     | 12  |     |     | 0       |
| =    | Adolfo Covi              | Norton             |     |     |     |     |     |     | 12  | 0       |
| =    | Jack Findlay             | Norton             |     |     |     | 12  |     |     |     | 0       |
| 46   | Karl-Heinz Scheifel      | Matchless          |     |     |     | 13  |     | 27  |     | 0       |
| 47   | Jacques Collot           | Norton             |     |     |     |     |     |     | 13  | 0       |
| =    | Mike Hailwood            | Norton             | 13  |     |     |     |     |     |     | 0       |
| 49   | Raymond Bogaerdt         | Norton             |     |     | 14  |     |     |     |     | 0       |
| =    | Artemio Cirelli          | Gilera             |     |     |     |     |     |     | 14  | 0       |
| =    | Evert Carlsson           | BMW                |     |     |     |     | 14  |     |     | 0       |
| =    | Robin Fitton             | Norton             |     |     |     |     |     | 14  |     | 0       |
| =    | Ken Tostevin             | Norton             | 14  |     |     |     |     |     |     | 0       |
| 54   | Eric Cheers              | BSA                | Ret |     |     |     |     | 15  |     | 0       |
| 55   | Jean-Pierre Bayle        | Norton             |     |     | 15  |     |     |     |     | 0       |
| =    | Gianvittorio Ziglioli    | Moto Guzzi         |     |     |     |     |     |     | 15  | 0       |
| 57   | Stephen Murray           | AJS                |     |     |     |     |     | 16  |     | 0       |
| 58   | Vernon Cottle            | Norton             | 33  |     |     |     |     | 17  |     | 0       |
| 59   | Jimmy Buchan             | Norton             | 17  |     |     |     |     |     |     | 0       |
| 60   | Davy Crawford            | Norton             |     |     |     |     |     | 18  |     | 0       |
| 61   | Harry Grant              | Norton             |     |     |     |     |     | 19  |     | 0       |
| 62   | Harry Plews              | Norton / AJS       | 30  |     |     |     |     | 20  |     | 0       |
| 63   | Derek Powell             | Norton             | 20  |     |     |     |     |     |     | 0       |
| 64   | Bertie Farlow            | Norton             |     |     |     |     |     | 21  |     | 0       |
| =    | Ray Fay                  | Norton             | 21  |     |     |     |     |     |     | 0       |
| 66   | William McCosh           | Matchless          |     |     |     |     |     | 22  |     | 0       |
| 67   | Jimmy Jones              | Norton             |     |     |     |     |     | 23  |     | 0       |
| =    | Brian Purslow            | Norton             | 23  |     |     |     |     |     |     | 0       |
| 69   | George Costain           | Norton             | 24  |     |     |     |     |     |     | 0       |
| =    | Ernie Oliver             | AJS                |     |     |     |     |     | 24  |     | 0       |
| 71   | Alan Holmes              | Norton             | 25  |     |     |     |     |     |     | 0       |
| =    | Llewellyn Ranson         | AJS                |     |     |     |     |     | 25  |     | 0       |
| 73   | Robert McCracken         | Norton             |     |     |     |     |     | 26  |     | 0       |
| =    | Brian Setchell           | Norton             | 26  |     |     |     |     |     |     | 0       |
| 75   | Bob Rowbottom            | Norton             | 27  |     |     |     |     | Ret |     | 0       |
| 76   | Martin Brosnan           | Norton             |     |     |     |     |     | 28  |     | 0       |
| 77   | Sid Mizen                | Norton             | 28  |     |     |     |     |     |     | 0       |
| 78   | Philip Palmer            | Norton             | 32  |     |     |     |     |     |     | 0       |
| 79   | Harry Voice              | Norton             | 34  |     |     |     |     |     |     | 0       |
| 80   | Arthur Wheeler           | AJS                | 35  |     |     |     |     |     |     | 0       |
| 81   | Louis Carr               | Norton             | 36  |     |     |     |     |     |     | 0       |
| 82   | Barry Cortvriend         | Matchless          | 37  |     |     |     |     |     |     | 0       |
| 83   | Albert Moule             | Norton             | 38  |     |     |     |     |     |     | 0       |
| 84   | Bill Robertson           | Norton             | 39  |     |     |     |     |     |     | 0       |
| 85   | John Marcotte            | AJS                | 40  |     |     |     |     |     |     | 0       |
| 86   | Allen Burt               | AJS                | 41  |     |     |     |     | Ret |     | 0       |
| 87   | Ian McGuffie             | Norton             | 42  |     |     |     |     |     |     | 0       |
| 88   | Walter Hancock           | Norton             | 43  |     |     |     |     |     |     | 0       |
| 89   | Grenville Pennington     | Norton             | 44  |     |     |     |     |     |     | 0       |
| 90   | Jim Tompsett             | AJS                | 45  |     |     |     |     | Ret |     | 0       |
| 91   | Roly Capner              | BSA                | 46  |     |     |     |     |     |     | 0       |
| 92   | George Northwood         | Norton             | 47  |     |     |     |     |     |     | 0       |
| 93   | Clarrie Dunn             | AJS                | 48  |     |     |     |     | Ret |     | 0       |
| -    | Harry Hinton Jr.         | Norton             | Ret | Ret |     |     |     |     |     | 0       |
| -    | Dick Thompson            | Norton             | Ret |     |     |     |     | Ret |     | 0       |
| -    | Bob Webster              | Norton             | Ret |     |     |     |     | Ret |     | 0       |
| -    | Bill Beevers             | Norton             | Ret |     |     |     |     |     |     | 0       |
| -    | Paolo Campanelli         | Norton             |     |     |     |     |     |     | Ret | 0       |
| -    | Austin Carson            | Norton             |     | Ret |     |     |     |     |     | 0       |
| -    | Borro Castellani         | Norton             | Ret |     |     |     |     |     |     | 0       |
| -    | Fabio Ceredi             | Moto Guzzi         |     |     |     |     |     |     | Ret | 0       |
| -    | Bob Coulter              | BSA                |     |     |     |     |     | Ret |     | 0       |
| -    | Ken Draper               | Norton             | Ret |     |     |     |     |     |     | 0       |
| -    | Gerardo Düring           | Matchless          |     |     |     |     | Ret |     |     | 0       |
| -    | Jack Forrest             | BMW                |     | Ret |     |     |     |     |     | 0       |
| -    | Laurie Flury             | AJS                | Ret |     |     |     |     |     |     | 0       |
| -    | Francesco Guglielminetti | Norton             |     |     |     |     |     |     | Ret | 0       |
| -    | Roy Ingram               | Norton             | Ret |     |     |     |     |     |     | 0       |
| -    | Jacques Insermini        | Norton             |     |     |     |     |     |     | Ret | 0       |
| -    | Guy Ligier               | Norton             |     |     | Ret |     |     |     |     | 0       |
| -    | Alistair King            | Norton             | Ret |     |     |     |     |     |     | 0       |
| -    | Giuseppe Mantelli        | Gilera             |     |     |     |     |     |     | Ret | 0       |
| -    | Luigi Marcelli           | Norton             |     |     |     |     |     |     | Ret | 0       |
| -    | Emanuele Maugliani       | Gilera             |     |     |     |     |     |     | Ret | 0       |
| -    | Bob Matthews             | Norton             |     | Ret |     |     |     |     |     | 0       |
| -    | Tommy McLeod             | Norton             |     |     |     |     |     | Ret |     | 0       |
| -    | Alfredo Milani           | Gilera             |     |     |     |     |     |     | Ret | 0       |
| -    | Noel Orr                 | Matchless          |     |     |     |     |     | Ret |     | 0       |
| -    | Len Rutherford           | Matchless          | Ret |     |     |     |     |     |     | 0       |
| -    | Bill Smith               | Norton             | Ret |     |     |     |     |     |     | 0       |
| -    | Gerry Turner             | Norton             | Ret |     |     |     |     |     |     | 0       |
| -    | Desmond Wolff            | Norton             | Ret |     |     |     |     |     |     | 0       |
| Pos. | Piloto                   | Moto               | MAN | HOL | BEL | GER | SWE | ULS | NAC | Pts.    |

### 350cc[3]
Incluso más que en la categoría principal, el dominio de las dos MV Agusta fue aún más claro. Surtees obtuvo 6 victorias en 6 carreras (con la vuelta más rápida también en cada carrera) y en 5 de ellas estuvo seguido por su compañero de equipo Hartle.
| Pos. | Piloto          | Moto      | Pts. |
| ---- | --------------- | --------- | ---- |
| 1    | John Surtees    | MV Agusta | 32   |
| 2    | John Hartle     | MV Agusta | 24   |
| 3    | Geoff Duke      | Norton    | 17   |
| 4    | Dave Chadwick   | Norton    | 13   |
| 5    | Bob Anderson    | Norton    | 11   |
| 6    | Mike Hailwood]  | Norton    | 9    |
| 7    | Keith Campbell  | Norton    | 8    |
| 8    | Derek Minter    | Norton    | 7    |
| =    | Terry Shepherd  | Norton    | 7    |
| 10   | Geoffrey Tanner | Norton    | 4    |
| 11   | Alan Trow       | Norton    | 3    |
| 12   | Bob McIntyre    | Norton    | 2    |
| =    | Geoff Monty     | Norton    | 2    |
| =    | George Catlin   | Norton    | 2    |
| 15   | Bob Brown       | AJS       | 1    |
| =    | Alistair King   | Norton    | 1    |
| =    | Dickie Dale     | Norton    | 1    |
| =    | Luigi Taveri    | Norton    | 1    |
| =    | Mike O'Rourke   | Norton    | 1    |

### 250cc[4]
El título del cuarto de litro fue prerrogativa de Tarquinio Provini que ganó 4 de las 6 carreras celebradas y duplicó los puntos de los pilotos clasificados en el segundo y tercer lugar, Horst Fügner y Carlo Ubbiali. El primer éxito del MZ, en el GP de Suecia y el victorioso debut de la Moto Morini 250 Bialbero en Monza, con Emilio Mendogni y Gianpiero Zubani que conquistaron el primer y segundo lugar.
| Pos. | Piloto            | Equipo    | Pts. |
| ---- | ----------------- | --------- | ---- |
| 1    | Tarquinio Provini | MV Agusta | 32   |
| 2    | Horst Fügner      | MZ        | 16   |
| 3    | Carlo Ubbiali     | MV Agusta | 16   |
| 4    | Mike Hailwood     | NSU       | 13   |
| 5    | Dieter Falk       | Adler     | 11   |
| 6    | Emilio Mendogni   | Morini    | 8    |
| 7    | Tommy Robb        | NSU       | 7    |
| =    | Gianpiero Zubani  | Morini    | 6    |
| 9    | Günter Beer       | Adler     | 6    |
| 10   | Dave Chadwick     | MV Agusta | 4    |
| =    | Geoff Monty       | GMS-NSU   | 4    |
| 12   | Horst Kassner     | NSU       | 4    |
| 13   | Josef Autengruber | NSU       | 4    |
| 14   | Ernst Degner      | MZ        | 3    |
| =    | Bob Brown         | NSU       | 3    |
| 16   | Arthur Wheeler    | Mondial   | 2    |
| =    | Xaver Heiß        | NSU       | 2    |
| 18   | Dickie Dale       | NSU       | 1    |
| =    | Sammy Miller      | ČZ        | 1    |
| =    | Walter Reichert   | NSU       | 1    |
| =    | Wilhelm Lecke     | DKW       | 1    |

### 125cc[5]
Incluso en la clase menor cilindrada, que disputó todos los grandes premios del calendario, MV Agusta obtuvo el título con Carlo Ubbiali con 4 triunfos en 7 pruebas. A diferencia de las otras cilindradas, la competencia con otra escudería, en esta caso Ducati, fue dura hasta el punto que la escudería roja logró copar las cinco primeras posiciones en el Monza (Spaggiari, Gandossi, Villa, Chadwick y Taveri).
| Pos. | Piloto            | Equipo    | Pts. |
| ---- | ----------------- | --------- | ---- |
| 1    | Carlo Ubbiali     | MV Agusta | 32   |
| 2    | Alberto Gandossi  | Ducati    | 25   |
| 3    | Luigi Taveri      | Ducati    | 20   |
| 4    | Tarquinio Provini | MV Agusta | 17   |
| 5    | Dave Chadwick     | Ducati    | 14   |
| 6    | Romolo Ferri      | Ducati    | 12   |
| 7    | Ernst Degner      | MZ        | 9    |
| 8    | Bruno Spaggiari   | Ducati    | 8    |
| 9    | Horst Fügner      | MZ        | 7    |
| 10   | Francesco Villa   | Ducati    | 4    |
| 11   | Sammy Miller      | Ducati    | 3    |
| 12   | Walter Brehme     | MZ        | 2    |
| 13   | Werner Musiol     | MZ        | 1    |
| =    | Enzo Vezzalini    | MV Agusta | 1    |
| =    | Arthur Wheeler    | Mondial   | 1    |